# 교황 마리노 1세
교황 마리노 1세(라틴어: Marinus PP. I, 이탈리아어: Papa Marino I)는 제108대 교황(재위: 882년 12월 16일 - 884년 5월 15일)이다. 문헌에 잘못 기록되어 마르티노 2세로 불리기도 하였다.

## 생애
로마 근처 갈레세에서 사제의 아들로 태어난 마리노는 교황 니콜라오 1세에 의해 부제로 서품받았다. 교황으로 선출되기 전에 그는 카에레의 주교였는데, 이것이 그의 교황 선출에 대한 논란을 가져왔다. 왜냐하면 당시만 하더라도 한 교구의 주교가 다른 교구의 주교가 되기 위해 원래 있던 주교직을 버린다는 것은 상상하지도 못했던 일이었기 때문이다. 그의 전임자들이었던 세 명의 교황 모두에게 교황 특사로서 콘스탄티노폴리스에 파견된 그에게 주어진 사명은 포티오스를 단죄하고 이그나티오스를 적법한 콘스탄티노폴리스 총대주교로 인정한다고 선언하는 것이었다.
마리노 1세는 모든 사람과 두루 좋은 관계를 맺기 위해 노력하였다. 교황으로서 한 그의 첫 번째 활동은 포르투스의 주교급 추기경이었던 포르모소를 복직시킴과 동시에 포티오스를 단죄한 것이다. 앨프레드 대왕과 좋은 관계를 맺은 마리노 1세는 앵글로색슨족이 그동안 로마에 정기적으로 바치던 공물과 과세를 면제해 주었다. 마리노 1세는 884년 5월 또는 6월에 선종하였으며, 교황 하드리아노 3세가 뒤를 이었다.

## 이름의 오류
마리노와 마르티노라는 두 이름의 유사성 때문에, 교황 마리노 1세와 교황 마리노 2세는 몇몇 사료에서 실수로 마르티노라는 이름으로 기록되기도 하였다. 그리하여 각각 마르티노 2세와 마르티노 3세라고 잘못 작성되었다. 그 결과, 1281년에 새로 선출되어 실제로 마르티노라는 이름을 선택한 교황은 교황 마르티노 4세가 되고 말았다.